# Lysløjpe
En lysløjpe (svensk: elljusspår; norsk: lysløype) er et særligt anlagt elektrisk belyst motions- eller skiløjpe, oftest helt eller delvist i skovområder og især udbredt i de skandinaviske lande. 
Uden for snesæsonen bliver lysløjpen anvendt til blandt andet joggingture og vandreture. De har normalt form af anlagte stier med fx en belægning af grus eller flis som overflade. Ved vintertid præpareres, hvis sneforholdene tillader det, skispor på mange af dem, idet jogging og fodture i disse tilfælde frabedes. En almindelig længde på lysspor i Sverige er cirka 2,5 kilometer.

## Billeder
- Et ellysspor uden for Hökåsen i Västerås, som viser en for svenske ellysspor typisk belysningsarmatur
- Ellysspor har ofte farvede markeringer for at gøre navigering lettere
- Skiprepareret ellysspor uden for Hosjö i Falun

## Ekstern henvisning
- Lysløjpen - 239 lamper på 2,5 km - Rudersdal Kommune Arkiveret 4. oktober 2013 hos  Wayback Machine